# Willy Mayer-Gross
Wilhelm Mayer-Gross (Bingen am Rhein, 15 de Janeiro de 1889 — 15 de Fevereiro de 1961) foi um psiquiatra alemão e judeu.
Willy Mayer-Gross nasceu em Bingen am Rhein, estudou medicina em Heidelberg, Kiel e Munique. Em 1913 defendeu sua tese de doutoramento Zur Phänomenologie abnormer Glücksgefühle (Sobre a fenomenologia dos sentimentos anormais de felicidade). Serviu o exército na Primeira Guerra Mundial, quando entrou em contato com as correntes psiquiátricas divergentes da época: organicista e psicologista. Em 1924 fez sua livre-docência com a tese Selbstschilderungen der Verwirrtheit (Auto-relatos de estados confusionais). Trabalhou em Heidelberg sob a chefia de Franz Nissl (1860-1919) e estagiou com Eugen Bleuler no Hospital Burghölzli, da Universidade de Zurique. Em 1932 foi convidado para assumir a cátedra de Psiquiatria de Groningen, mas devido a sua ascendência judia, não pode aceitar. Foi então para Londres fazer um clinical fellowship em Londres, no Maudsley Hospital e Bethlem Royal Hospital. Trabalhou coum Erich Guttman no estudo das psicoses orgânicas, lesões cerebrais e insulinoterapia. Em 1939, foi nomeado diretor de Pesquisa Clínica no Crichton Royal na Escócia, até ser aposentado compulsoriamente em 1955. Transferiu-se então para o Departamento de Psiquiatria da Universidade de Birmingham, naquele momento recém-criado, onde foi Diretor de Pesquisa. Após a guerra, recebeu o título de Professor Convidado em Munique e Hamburgo, bem como vários prêmios e homenagens da Organização Mundial da Saúde e na Inglaterra. Foi ainda um dos editores, junto com Gruhle, Carl Gustav Jung e Müller, da primeira edição do tratado Psychiatrie der Gegenwart (Psiquiatria Atual), publicado em 1960. 
Mayer-Gross publicou em 1954 o Tratado de Psiquiatria Clínica escrito com o espírito da escola fenomenológica de Heidelberg, estudou os aspectos clínicos da esquizofrenia e os estados confusionais oniróides. Aplicou o método fenomenológico desenvolvido por seu colega Karl Jaspers e inspirou Emil Kraepelin.